# Anatole Jakovsky
Anatole Jakovsky, född 13 augusti 1907 i Kichineff, Bessarabien (nuvarande Chișinău i Moldavien), död 24 september 1983 i Paris, var en fransk konstkritiker, författare, samlare, polyglot och specialist på fransk naiv konst. Han är känd för donationen till grundandet av Anatole Jakovsky International Museum of Naive Art i Nice. 
1949 publicerade han sitt första verk om naiv konst, och 1958 var han ordförande för juryn för den naiva konstutställningen vid den internationella utställningen i Bryssel. Men hans kamp för den naiva konstens sak ledde honom sedan till att avstå från sina första kärlekar: under de senaste åren började han fördöma "abstrakt imperialism" och, mer överraskande, också konstbrut "där han förklarade att ordet" konst "är oftast för mycket ", och tar därmed upp mot konstnärerna som försvaras av Jean Dubuffet, de argument som tidigare använts mot naiva. I sitt följe kommer Anatole Jakovsky att korrespondera med Jean-Joseph Sanfourche, ett exempel på samtidskonstnärer i sig själva låsta i konstbrut.